# Posada del Potro (Córdoba)
La posada del Potro es un patio típico andaluz situado en la plaza del Potro, número 10, de la ciudad de Córdoba. Se trata de una vivienda típica del siglo xv y que fue destinada a posada y más adelante a patio de vecinos. Desde 2013 es la sede del Centro Flamenco Fosforito.

## Historia
La posada del Potro es heredera de los funduq o alhóndigas islámicas, edificio destinado al albergue de viajeros y comerciantes con un patio central rodeado de habitaciones para los animales de carga y almacenes. Como ejemplo nos queda el corral del Carbón en Granada del siglo XIV. En la primera mención de este lugar, en 1381, se denomina mesón de doña Teresa, por lo que la mayoría de los expertos datan el edificio de esta fecha. A mediados del siglo XV aparece como mesón de la Pastora, más tarde mesón de la Catalana y, a finales de este siglo, finalmente mesón del Potro.

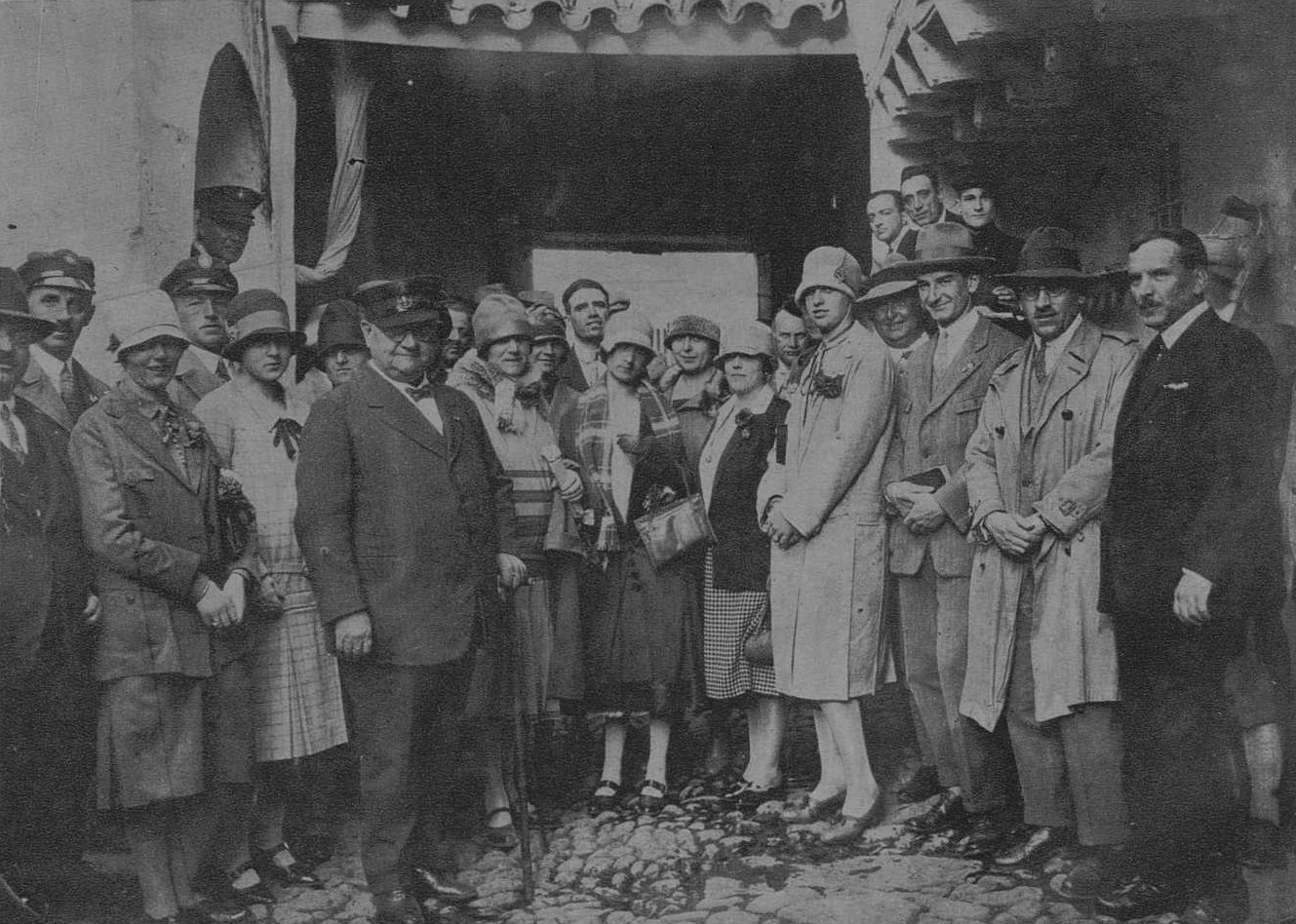
Excursionistas alemanes visitando la posada del Potro, acompañados por Enrique Romero de Torres, comisario regio de Bellas Artes (1927).

En 1924 fue declarado Monumento Arquitectónico Artístico junto a la plaza del Potro, y ya en 1947 Enrique Romero de Torres solicitó su adquisición pública. No obstante, la compraventa por parte del Ayuntamiento de Córdoba no se produjo hasta diciembre de 1971, gracias a la iniciativa por el teniente alcalde Manuel Salcedo Hierro. Durante su restauración por el arquitecto José Antonio Gómez-Luengo, el consistorio cedió el inmueble a la Empresa Nacional de Artesanía para establecer un mercado de artesanía en el mismo. Aunque la restauración concluyó en 1973, este no fue su destino final, sino que a lo largo de los años 1980 fue sede de varias actividades culturales como las Jornadas del Cómic entre 1984 y 1991.

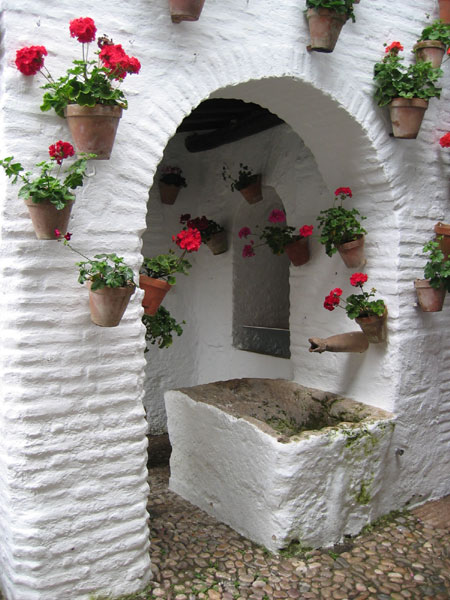
Lavadero de la Posada, probablemente también abrevadero.

En los años 1990, debido a la candidatura del flamenco como Patrimonio Mundial de la Humanidad, se decidió realizar un museo a este arte para promover la candidatura. Esta segunda restauración se produjo entre los años 2006 al 2010. Asimismo se decidió que el museo promocionara la figura de Fosforito, cantaor flamenco de Puente Genil que recibió la Llave de Oro del Cante ese mismo año. Tras un proceso de restauración y adaptación y un presupuesto de 1,4 millones de euros, el 3 de junio de 2013 fue inaugurado el Centro Flamenco Fosforito por el mismo cantaor cuyo objetivo es "divulgar e investigar el cante jondo". La biblioteca del Centro dispone de más de 500 volúmenes de flamencología disponibles para cualquier usuario.

## Descripción
En torno a un patio central se establecen diferentes dependencias como las cuadras, en la planta baja y en la planta alta con barandas de madera, soporte y tejadillo de madera, las habitaciones.

## En la literatura
La Posada del Potro se menciona en varias ocasiones, a menudo acompañada de la plaza homónima, en las siguientes obras:
- Don Quijote de la Mancha de Miguel de Cervantes.[7]
- La feria de los discretos de Pío Baroja.[8]
- La mano de Fátima de Ildefonso Falcones.[9]